# Jan Czochralski
Jan Czochralski (đọc là Gian Chohranxki; 23 tháng 10 năm, 1885, Exin, Đế quốc Đức - 22 tháng 4 năm 1953, Poznań) là một nhà hóa học người Ba Lan đã phát minh ra quy trình Czochralski, một quy trình điều chế silic đơn tinh thể - một nguyên liệu quan trọng trong việc chế tạo các vi mạch bán dẫn.
Jan Czochralski sinh ra ở Exin, một địa phương nằm trong tỉnh Pommern của Đế quốc Đức (nay là Kcynia, Ba Lan). Vào khoảng năm 1900 ông tới sinh sống ở Berlin và làm việc tại một hiệu thuốc. Ông theo học tại Trường Bách khoa Charlottenburg ở Berlin, ngành hóa học kim loại. Vào năm 1907 ông làm việc cho Công ty Điện lực Thông dụng (Allgemeine Elektrizitäts Gesellschaft - AEG) ở vị trí kỹ sư.
Czochralski tìm ra quy trình điều chế silic đơn tinh thể mang tên mình vào năm 1916, khi ông vô tình nhúng một cây viết vào nồi nấu thiếc chảy do lầm tưởng đó là bình mực. Czochralski lập tức rút cây viết của mình ra khỏi nồi nấu thiếc và tình cờ nhìn thấy một sợi kim loại tinh thể mảnh treo lơ lửng tên đầu ngòi bút. Sau đó thí nghiệm được lặp lại với ngòi bút được thay bằng một ống mao dẫn, và Czochralski khi thẩm tra lại đã thấy mẩu kim loại dính trên ống đúng là nằm trong dạng tinh thể. Các thí nghiệm do Czochralski thực hiện sản sinh ra các mẩu tinh thể với đường kính vài milimét và chiều dài lớn nhất là 150 phân. Ông xuất bản khám phá của mình vào năm 1918 trên một tạp chí hóa học Đức là Zeitschrift für Physikalische Chemie với tựa đề "Phương pháp đo lường tốc độ kết tinh của kim loại" (Ein neues Verfahren zur Messung der Kristallisationsgeschwindigkeit der Metalle); quả thật tại thời điểm đó phương pháp của Czochralski chỉ được dùng trong việc đo lường tốc độ kết tinh của các kim loại như thiếc, kẽm và chì. Mãi đến năm 1950, không lâu trước khi Czochralski qua đời, các nhà khoa học Hoa Kỳ là Gordon Kidd Teal và J.B. Little thuộc tổ chức nghiên cứu Bell Laboratories mới áp dụng phương pháp Czochralski vào việc điều chế các khối kim germani đơn tinh thể, mở đầu cho quá trình dùng phương pháp Czochralski vào việc sản xuất các chất bán dẫn.
Năm 1917, Czochralski thành lập một phòng thí nghiệm nghiên cứu mang tên "Metallbank und Metallurgische Gesellschaft" do chính ông làm chủ nhiệm cho tới năm 1928. Vào năm 1919 ông tham gia sáng lập Hội Khoa học kim loại Đức (Deutsche Gesellschaft für Metallkunde) và là chủ tịch của Hội cho đến năm 1925. Năm 1928, theo lời mời của Tổng thống Ba Lan Ignacy Mościcki, ông trở về Ba Lan sống và được bổ nhiệm làm Giáo sư Nghiên cứu Luyện kim và Kim loại thuộc khoa Hóa học của Đại học Công nghệ Warszawa.
Khi Ba Lan bị phát xít Đức xâm lược trong Thế chiến thứ hai, Jan Czochralski tham gia cuộc chiến tranh vệ quốc và là một trong những kỹ sư sáng chế ra loại lựu đạn cầm tay R wz. 42 (còn biết tới với biệt danh Sidolówka) cho quân đội kháng chiến Armia Krajowa. Sau khi chiến tranh kết thúc, Jan Czochralski bị buộc tội hợp tác với phát xít Đức và bị tước bỏ danh hiệu Giáo sư, tuy nhiên sau đó ông đã được một tòa án Ba Lan minh oan và xóa bỏ tội trạng. Czochralski trở về quê nhà Kcynia và mở một cửa tiệm nhỏ kinh doanh mỹ phẩm và hóa học. Ông qua đời vào năm 1953, hưởng thọ 77 tuổi.